# برونو بارونشلی
برونو بارونشلی (فرانسوی: Bruno Baronchelli‎؛ زادهٔ ۱۳ ژانویهٔ ۱۹۵۷) بازیکن و مربی فوتبال اهل فرانسه بود.
از باشگاه‌هایی که در آن بازی کرده‌است می‌توان به باشگاه فوتبال نانت و باشگاه فوتبال لو آور اشاره کرد.
وی همچنین در تیم ملی فوتبال فرانسه بازی کرده‌است.